# Grow (Chon)
Grow è il primo album in studio del gruppo musicale statunitense Chon, pubblicato il 24 marzo 2015 dalla Sumerian Records.
Si tratta dell'ultima pubblicazione del gruppo con il bassista e cantante Drew Pelisek, che ha abbandonato la formazione l'8 novembre dello stesso anno.

## Tracce
1. Drift – 0:36
2. Story – 3:50
3. Fall – 3:39
4. Book – 2:42
5. Can't Wait – 3:08 (testo: Mario Camarena, Erick Hansel, Nathan Camarena, Ryan Amat)
6. Suda – 3:02
7. Knot – 3:02
8. Moon – 1:20
9. Splash – 2:27
10. Perfect Pillow – 3:35
11. Echo – 2:52 (testo: Mario Camarena, Erick Hansel, Drew Pelisek)
12. But – 3:52

## Formazione
Gruppo
- Mario Camarena – chitarra (eccetto traccia 8), basso (tracce 3, 6, 7, 9-11), tastiera (tracce 3 e 8), pianoforte (traccia 5)
- Erick Hansel – chitarra (eccetto traccia 1), basso (tracce 2, 4, 5, 9, 11 e 12), pianoforte (tracce 4 e 5)
- Nathan Camarena – batteria (tracce 5-7, 11), voce (traccia 5)
- Drew Pelisek – voce (tracce 5 e 11)

Altri musicisti
- Brian Evans – batteria (tracce 2, 3, 9 e 10)
- Matt Garstka – batteria (tracce 4 e 12)

Produzione
- Eric Palmquist – tracker, registrazione, ingegneria del suono
- Shaun Lopez – missaggio
- Eric Broyhill – mastering

## Classifiche
| Classifica (2015)         | Posizione massima |
| ------------------------- | ----------------- |
| Stati Uniti               | 122               |
| Stati Uniti (alternative) | 12                |
| Stati Uniti (heatseekers) | 1                 |
| Stati Uniti (independent) | 4                 |
| Stati Uniti (rock)        | 23                |